# Silberdollar
Silberdollar ist ein US-amerikanisches Filmdrama aus dem Jahr 1932 von Alfred E. Green mit Edward G. Robinson, Bebe Daniels und Aline McMahon in den Hauptrollen. Der Pre-Code-Film wurde von First National Pictures in Zusammenarbeit mit Warner Bros. produziert und basiert auf dem 1932 veröffentlichten Roman Silver Dollar von David Karsner.

## Handlung
Nachdem 1876 in Colorado Silber entdeckt wird, hofft Yates Martin auf Wohlstand für das Colorado-Territorium und für sich selber. Seine Frau Sarah hingegen möchte keine Risiken eingehen und besteht darauf, dass er wie geplant einen Laden eröffnet. Da Yates sich bei seinen Kunden Gewinnanteile an ihren Claims sichert statt Bargeld zu nehmen, wirft das Geschäft kaum Gewinn ab. Erst als er Partner einer reichen Silbermine wird, gelangt auch Yates zu Wohlstand.
Yates wird zu einem beliebten Stifter der Stadt Denver. In seiner Großzügigkeit lässt er ein Opernhaus errichten, das er den Einwohnern der Stadt widmet. Im Gegensatz zu seinem Geschäftserfolg ist sein Privatleben voller Probleme. Sarah fühlt sich nicht wohl mit dem Reichtum und lässt dies ihren Mann auch spüren. Yates lernt Lily Owen kennen, die gerne seine Geschenke in Form von Schmuck und Kleidung annimmt. Seine Affäre mit Lily wird öffentlich, als er mit Lily statt mit Sarah der Eröffnung der Oper beiwohnt. Schließlich verlässt Yates Sarah und plant, Lily in Washington in Begleitung des US-Präsidenten Arthur zu heiraten. Seine Parteifreunde warnen ihn, dass er damit seine Wahl zum Senator beschädige, da ein geschiedener Mann nicht akzeptabel sei. Yates kann sich einen befristeten Sitz im Senat kaufen und heiratet Lily.
Der neue Präsident Grover Cleveland setzt einen Goldstandard fest, der den Silberwert fallen lässt. Yates erleidet schwere Verluste, dennoch bleibt Lily treu an seiner Seite. Eine Besserung ist in Sicht, als er Postdirektor von Denver wird. Bevor er sein Amt antritt, stirbt Yates. Sowohl Lily als auch Sarah trauern bei seinem Begräbnis. Yates wird, seinem Wunsch entsprechend, in einem Silbersarg beerdigt.

## Produktion

### Hintergrund
Gedreht wurde der Film in den Warner-Studios in Burbank.
Die Filmfigur des Yates Martin ist angelehnt an den Minen-Unternehmer und Politiker Horace Tabor (1830–1899).

### Stab
Robert M. Haas oblag die künstlerische Leitung. Orry-Kelly war für das Kostümbild zuständig. Byron Haskin war der Kameramann der Second Unit. Leo F. Forbstein dirigierte das Vitaphone-Orchester.

### Besetzung
In kleinen nicht im Abspann erwähnten Nebenrollen traten Ernie Adams, Leon Ames, Brooks Benedict, Herman Bing, Frederick Burton, Charles Coleman, Cora Sue Collins, Bill Elliott, Marjorie Gateson, Bonita Granville, Walter Long, Wilfred Lucas und Willard Robertson auf.

## Veröffentlichung
Die Premiere des Films fand am 1. Dezember 1932 in Denver statt. In der Bundesrepublik Deutschland wurde er am 14. Februar 1998 im deutschen Fernsehen ausgestrahlt.

## Kritiken
Das Lexikon des internationalen Films schrieb: „Solide inszenierte Filmbiografie über einen amerikanischen Silber-Tycoon mit einem überragenden Edward G. Robinson in der Hauptrolle.“
Die Filmzeitschrift Cinema befand: „Gefühlige Inszenierung, aber Hauptdarsteller Edward G. Robinson ist top.“
Mordaunt Hall von der The New York Times fand den Film intelligent und interessant mit einer auffallend guten Leistung von Edward G. Robinson. Seine Charakterisierung sei fesselnd und überzeugend
Pare Lorentz schrieb in der Vanity Fair, der Film nehme sich, aus welchen Gründen auch immer, keine geschichtlichen Freiheiten. Wäre man nicht so pedantisch gewissenhaft gewesen, wäre die Produktion lebendiger geworden.
Der Kritiker des TV Guide sah einen gradlinig und fantasielos inszenierten Film mit einem ausgezeichneten und genauen Edward G. Robinson.